# 2010-es kirgizisztáni forradalom
A 2010-es kirgizisztáni forradalom április 6-án kezdődött Talasz tartományban, az emberek az energiaárak drasztikus emelése ellen tiltakozva vonultak az utcára és Kurmanbek Bakijev elnök lemondását követelték. A rendőrség beavatkozása után azonban a békés tüntetés zavargássá fajult. Április 7-én Ideiglenes Nemzeti Kormány alakult, majd április 15-én Bakijev elnök elmenekült az országból, Aljakszandr Rihoravics Lukasenka belarusz elnök nyújtott számára menedéket. Az új elnök Roza Otunbajeva lett.

## Április 6.
A zavargás kedd este kezdődött Talasz városban. Az emberek a benzin, a gáz, a fűtés árának drasztikus, gyakran 300%-os emelése miatt vonultak az utcára, de a rendőrség megpróbálta feloszlatni a tömeget. A kövekkel felfegyverkezett tüntetők azonban megfutamították a rendőrséget és elfoglalták a helyi kormányzó hivatalát, őt magát pedig túszul ejtették. A rendőrség csak órákkal később foglalta vissza az épületet és szabadította ki a kormányzót.

## Április 7.
Április 7-re a tüntetések Narinra, Karakolra és a fővárosra, Biskekre is átterjedtek. A rendőrség kedd éjjel több ellenzéki vezetőt letartóztatott, ezenkívül blokkolták az ország internetkapcsolatait is. A tüntetőkkel szemben könnygázt vetettek be, majd – gumilövedékeket használva – a tömegbe lőttek. Egy helyi rendőrségi forrás, illetve a kirgiz egészségügyi minisztérium szerint is legkevesebb 17 tüntető vesztette életét az összecsapásokban.
A demonstrálók körbevették az államfő irodáját, és egy járművel betörték a kapuját. A miniszterelnök, Danyijar Uszenov szükségállapotot hirdetett, kijárási tilalmat vezettek be, a köztelevízió adását beszüntették. Nem hivatalos források szerint a kirgiz belügyminisztert, Moldomusza Kongantyijevet meggyilkolták a zavargásokban (ez a hír később tévesnek bizonyult), Akilbek Dzsaparov miniszterelnök-helyettest pedig fogságba ejtették. Az AFP hírügynökség szerint a tüntetők AK típusú gépkarabélyokat vettek el erőszakkal a rendőröktől, mellyel a kormány épületére lövéseket adtak le.

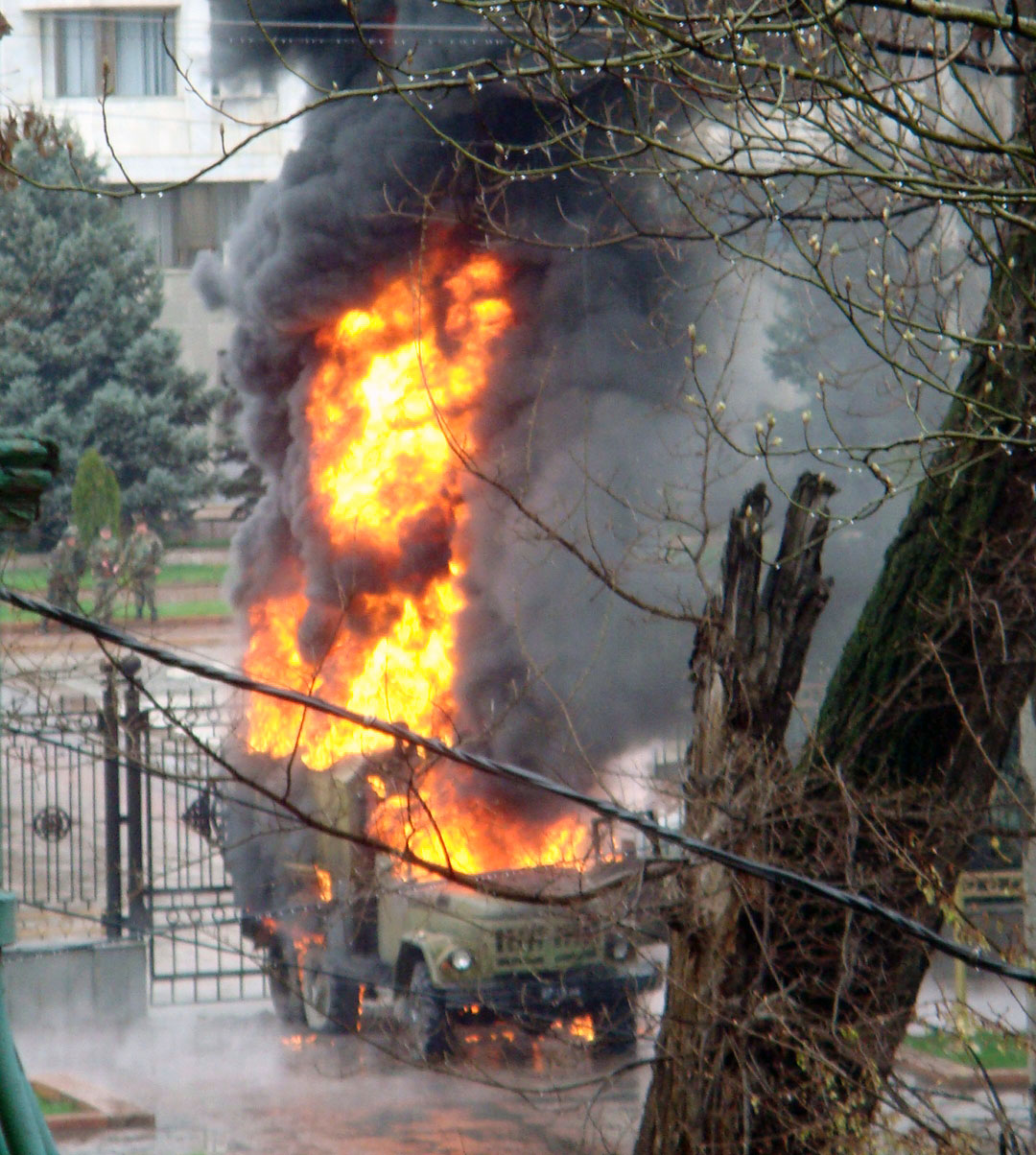
égő gépkocsi Biskekben

### Ideiglenes Nemzeti Kormány
Április 7-én éjszaka megalakult az Ideiglenes Nemzeti Kormány, amelynek vezetője Roza Otunbajeva asszony korábbi külügyminiszter lett. A Kormány tagja 14 ellenzéki vezető politikus, akik rövid időn belül új Alkotmányt, választásokat ígértek.

## Április 8.
Április 8-án reggelre a fővárosban helyreállt a nyugalom, a közművek újra működni kezdtek, a kifosztott üzleteket áruval töltötték fel. Reggeli bejelentés szerint 68 személy vesztette életét, tüntetők és rendőrök együttesen.
Az Ideiglenes Kormány sajtóértekezletet tartott, amelyen új alkotmányt, választásokat ígért, legkésőbb 6 hónapon belül. A csalással megválasztott parlamentet feloszlatták, a nemrég privatizált közműveket pedig újra állami tulajdonba vették, valamint megkezdték a hűtlen privatizációt végrehajtók ellen a büntetővizsgálatot.
Roza Otunbajeva asszony, számtalan más információ mellett azt is bejelentette, hogy Kongantyijev volt belügyminiszter életben van.
Az ideiglenes kormány belügyminisztere, Bolot Sernyijazov statáriális intézkedést jelentett be, utasítva a biztonsági erőket, hogy a helyszínen lőjék le a fosztogatókat. Időközben Bakijev elnök kijelentette, hogy nem szándékozik lemondani.
A déli hírek már 74 ember haláláról szóltak.

## Április 9.
Biskek kormányzati negyedét továbbra is lezárva tartották. A hatóságok eltávolították a területről a kiégett és felborult gépkocsikat, melyeket a tüntetők arra használtak, hogy betörjenek az állami épületekbe. Reggelre rendőri és katonai alakulatok megtisztították Biskeket a randalírozó fiataloktól, ennek során lőfegyvereket is bevetettek.
Bakijev államfő Roza Otunbajeva ideiglenes miniszterelnök szerint az ország déli részein kísérelt meg támogatókat szerezni magának, ezért nem mondott le.

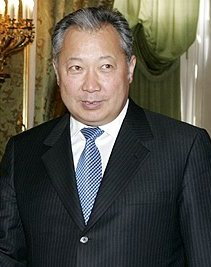
Kurmanbek Bakijev

## Április 10.
A hivatalos jelentések szerint a forradalom – más nézetek szerint államcsíny – halálos áldozatainak száma 79-re emelkedett, még körülbelül 40 tüntető állapota súlyos, életveszélyes.
Ezen a napon helyezték örök nyugalomra a már azonosított 35 áldozatot, április 10-e a nemzeti gyász második napja.
Ömürbek Tekebajev, az Ideiglenes Nemzeti Kormány elnökhelyettese bejelentése szerint Kirgizisztán parlamenti köztársaság lesz a jövőben.
Oroszország egyértelműen támogatását fejezte ki az új rendszer irányába, az USA, bár óvatosan, szintén támogatóként tűnik fel. Ezen a napon kiderült, hogy az államkincstár állapota annyira katasztrofális, hogy azonnali, jelentős méretű tőkeinjekcióra van szüksége az országnak az azonnali gazdasági összeomlás elkerülése érdekében.

## Április 13.
Az átmeneti kormány megfosztotta mentelmi jogától az elnököt és figyelmeztette, hogy le fogják tartóztatni, ha nem adja meg magát.
Bakijev időközben újra kijelentette, hogy nem hajlandó lemondani és gyűlést hívott össze, melyen több ezer támogatója vett részt. A kormány helyettes-elnöke, Aknizev Baknazarov azzal vádolta Bakijevet, hogy csecsen zsoldosokkal veszi körül magát, ezért kijelentette, hogy a hadsereg különleges alakulatainak segítségét veszik igénybe letartóztatásához.
A belügyminisztérium szerint már 83 halálos áldozata van az egy hete kitört zavargásoknak.
A Bakijev volt elnök által tartott gyűlés alatt ellenzéki tüntetők botokkal a Bakijevet támogatókra támadtak. Az elnök testőrei a levegőbe lőttek és időben elmenekítették Bakijevet. A lövöldözésben állítólag senki sem sérült meg.
Az eset után Bakijev felajánlotta lemondását, de az ideiglenes miniszterelnök jelezte, hogy Bakijev nem hagyhatja el az országot, hanem bíróság előtt kell felelnie a tömegbe lövetésért.

## Következmények
Április 15-én Bakijev eltávozott az országból. Előbb Kazahsztánba, majd innen Fehéroroszországba ment családjának egyes tagjaival, ahol Minszkben tartott sajtótájékoztatóján megcáfolta azokat a híreket, miszerint lemondott az államfői tisztségről és kijelentette, hogy ő Kirgizisztán törvényes elnöke, és csak akkor hajlandó elhagyni az államfői tisztséget, ha meghal.
Ennek ellenére az Ideiglenes Kormány helyettese, Ömürbek Tekebajev kijelentette, hogy június 27-én népszavazást tartanak az új alkotmányról, amely jelentős mértékben csökkenti az államfő hatalmát és Kirgizisztánban parlamentáris köztársaság jön majd létre. Október 10-én rendezik meg a Dzsogorku Kenyes (parlament) új képviselői választását és lehetséges, hogy új elnököt is választanak majd. Ezt a választást már az új alkotmány alapján fogják lebonyolítani.
Június elején az ország déli részén etnikai alapú zavargások kezdődtek. Az ország második legnagyobb városában, Os-ban és környékén főként fiatalokból álló bandák üzbégekre támadtak. Két hét alatt több mint 120-an haltak meg a támadások következtében és több mint 1500-an sebesültek meg. Az Ideiglenes Kormány katonai erősítést küldött a térségbe. Időközben 45 ezer ember menekült Kirgizisztánból Üzbegisztánba, főként üzbégek és tádzsikok.
Június 16-ra sikerült a térségben helyreállítani a rendet, a hivatalos jelentések szerint a konfliktusnak 893 halálos áldozata volt, és 1900 fő sebesült meg.